# Villa (Nueva Jersey)
Una villa de village, en el contexto de gobierno municipal de Nueva Jersey, se refiere a uno de los cinco tipos y una de las once formas de gobierno municipal.
La Ley de Villa de 1891 define la forma de gobierno que consiste de una junta de cinco miembros de síndicos a ser elegidos para períodos escalonados de tres años. Uno de los miembros actúa como presidente, un miembro sirve como tesorero. Esta ley fue derogada por la Legislatura del Estado en 1961.
La Ley de Villa de 1989 cambio la esencia de la forma de gobierno de villa, prácticamente eliminando todo lo que definía a una villa excepto el nombre. Al 1 de enero de 1990, cada villa con la forma de gobierno de Villa tenían que funcionar tal como la ley de los municipios. Por lo que actualmente las villas tienen prácticamente la misma forma de gobierno que los municipios, excepto que el comité de municipio y el alcalde en la forma de municipio corresponde a la Junta de Síndicos y el presidente de la Junta en la forma de la villa.
Aunque solamente existen tres villas bajo el tipo de gobierno de villa, solamente una municipalidad, Loch Arbour, permanece como la única villa bajo la antigua forma de gobierno. Las otras dos villas son – Ridgefield Park (ahora con la forma de la Ley Walsh) y  Ridgewood (ahora con la Ley Faulkner).